# ФК Черноломец 04
Футболен клуб „Черноломец 1919“ е български футболен отбор от град Попово.
Той е създаден през 2004 г., като започва от А областна група с център Търговище. Старши треньор е Илиян Памуков и помощник-треньор Георги Денев. Наследник е на тимовете „Ураган“ (1919), „Кубрат“, „Стамо Костов“, „Черни Лом“ (Попово) и стария ФК „Черноломец“ (1946).
Играе и тренира на Градския стадион, носил в миналото името „Стамо Костов“, с размери 105 х 68, капацитет 4500 седящи места и е с една от най-добрите тревни покривки в Североизточна България.
Във В футболна аматьорска група се състезава от 18 август 2004 г. В края на сезон 2006/2007 г. отборът се класира на 15-о място, 2007/2008 г. на 14-о място, 2008/2009 г. на 13-о място в своята група. Сезон 2009/2010 е много добър за тима и той завършва на 4-то място в крайното класиране, с равни точки с третия – Септември 98 (Тервел).
Успехите през този сезон идват основно и благодарение на финансовата подкрепа за отбора от бизнесмена Добрин Добрев и неговата фондация „Благодаря“ и проведената селекция от треньора Илиян Станчев. След оттеглянето на спонсора и на треньора през лятото на 2010 г. и намаляването на материалните придобивки за футболистите, отборът с вече променен състав се насочи към последните места в класацията на групата.
Стабилизацията и дори напредък на отбора има отново през пролетта на 2011 и 2012 г.
През месец август 2012 г. поради финансови причини мъжкият отбор престава да се състезава и се разпуска;

## Цветове и емблема на отбора
До есента на 2009 г. основен екип на отбора е жълти фланелки, черни гащета и черни чорапи, а резервен червени фланелки, черни гащета и червени чорапи. От есента на 2009 г. основен екип на отбора е жълто-червени вертикални райета, червени гащета и жълти (или червени) чорапи, а резервен изцяло в синьо. Емблемата на отбора е с формата на щит, разделен вертикално на две полета: жълто и червено. Върху двете полета е разположена голяма буква „Ч“. В най-горната част на емблемата е изписано името на отбора „Черноломец – Попово“ с черни букви върху тясно бяло правоъгълно поле. От 2009 г. годината „1919“ е премахната като елемент от емблемата.

## Футболни успехи
- През 1939/40 г. участва в квалификации за влизане в Националната футболна дивизия (тогава под името „България Попово“);
- Първенец в Шуменска област по футбол през 1940 г., като влиза в състава на Севернобългарската дивизия;
- 2 участия за Държавното първенство: 1942 и 1943 г. (тогава под името „Кубрат“);
- Достига до полуфинала за държавната купа през 1944 г. с много големи шансове за победа и на финала. (Турнирът е прекъснат поради деветосептемврийския преврат);
- 9-о място (1/8-финал) за Републиканското първенство: 1945 г.;
- Финалист за Купата на съветската армия през 1946 г., заедно с „Левски“ (Тимът от Попово губи срещата с 1:4);[1]
- 5-о място в Североизточната Б група: 1953 г. (тогава под името „Червено знаме“);
- 11-о място в Северната Б група: 1965/66 г. (тогава под името „Стамо Костов“);
- 11 участия в Б група;
- Сезон 2009 – 2010 – четвърто място във В футболна аматьорска група;

## Известни футболисти
- Кирил Янев
- Борис Якимов
- Кольо Чизмаров
- Игнат Младенов
- Румен Манолов
- Георги Мирчев
- Милен Йорданов
- Илия Вълчев
- Георги Бобчев
- Стоян Грозев
- Димитър Бъчваров
- Слави Дамянов
- Петър Харалампиев
- Добри Пенчев
- Цвятко Ангелов
- Стефан Стефанов – Теко
- Илиян Станчев

## Настоящ състав
Вратари
- Марчо Марчев
- Радосвет Христов

Защитници
- Димитър Димитров
- Георги Лазаров
- Ивайло Иванов
- Ясен Василев
- Пламен Петров
- Васил Марков
- Невен Венков

Халфове
- Светослав Атанасов
- Деян Милчев
- Александър Недев
- Десислав Петков
- Даниел Венков
- Калин Кънчев
- Радослав Матеев
- Светослав Славчев

Нападатели
- Тихомир Кънев
- Беадир Беадиров